# Mycale incrustans
Mycale incrustans är en svampdjursart som beskrevs av Burton 1932. Mycale incrustans ingår i släktet Mycale och familjen Mycalidae.
Artens utbredningsområde är Ascension. Inga underarter finns listade i Catalogue of Life.